# The Eiger Sanction

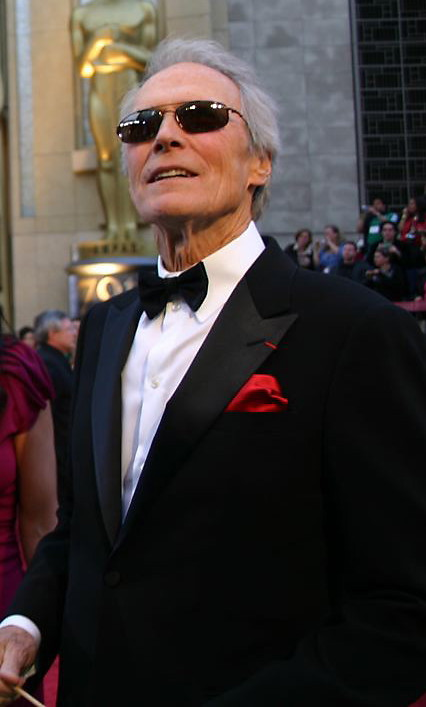
Clint Eastwood, intérprete del Dr. Jonathan Hemlock de la película.

The Eiger Sanction (Asesinato en la montaña en Hispanoamérica, Licencia para matar en España) es una película de 1975 basada en la novela The Eiger Sanction por Trevanian, un seudónimo para el autor Rodney William Whitaker. La película estuvo dirigida por Clint Eastwood, que también protagonizó como Dr. Jonathan Hemlock.

## Sinopsis
Un profesor de arte clásico y coleccionista, que hizo también trabajos como asesino profesional, es obligado a realizar un último asesinato antes de retirarse, para vengar la muerte de un viejo amigo.

## Reparto
- Clint Eastwood como el doctor Jonathan Hemlock.
- George Kennedy como Ben Bowman.
- Vonetta McGee como Jemima Brown.
- Jack Cassidy como Miles Mellough.
- Heidi Brühl como la señorita Anna Montaigne
- Thayer David como Dragon.
- Reiner Schöne como Karl Freytag.
- Michael Grimm como Anderl Meyer.
- Jean-Pierre Bernard como Jean-Paul Montaigne.
- Brenda Venus como George.
- Gregory Walcott como Pope.
- Candice Rialson como estudiante de Arte.
- Elaine Shore como Miss Cerberus.
- Dan Howard como Dewayne.
- Jack Kosslyn como reportero.
- Walter Kraus como Kruger.
- Frank Redmond como Henri Baq (Wormwood).
- Siegfried Wallach como mánager de hotel.
- Susan Morgan como Buns.
- Jack Frey como taxista.